# Teatro dell'Opera di Haiphong
Il teatro dell'Opera di Haiphong (Nhà hát lớn Hải Phòng in vietnamita) è un teatro dell'opera in stile neoclassico situato sulla piazza centrale (Quảng trường trung tâm) di Haiphong, in Vietnam. È stato costruito durante il periodo coloniale francese ed inaugurato nel 1912. 

## Storia
Le prime rappresentazioni operistiche ad Haiphong si ebbero nell'Hotel des Colonies nel 1888, presentate da una troupe itinerante. Tra il 1895 ed il 1897 una compagnia operistica francese in tour in Indocina con Alexandra David-Néel come prima donna presentò La Traviata e la Carmen ad Haiphong. Un'altra compagnia, di cui faceva parte Blanche Arral, si esibì ad Haiphong prima di continuare il tour alla Esposizione di Hanoi del 1902. 
Le autorità coloniali demolirono un vecchio mercato nella piazza per fare spazio al nuovo teatro, i cui lavori di costruzione iniziarono nel 1904 e furono terminati nel 1912. Il progetto era volutamente ispirato nelle forme e nei materiali al Palais Garnier di Parigi. Dopo la sua apertura il teatro venne utilizzato per spettacoli allestiti da troupe itineranti, spesso in alternanza con il teatro dell'opera di Hanoi. 
Il 23 agosto 1945 la prima assemblea pubblica del Viet Minh ebbe luogo nel teatro; a questa seguirono un corteo e l'occupazione degli edifici chiave della città non sotto il controllo giapponese. Il teatro dell'opera fu anche la scena di uno dei primi scontri della guerra d'Indocina. Il 20 novembre 1946, nei primi giorni dell'offensiva francese contro la città un gruppo di Viet Minh aiutati dai dipendenti del teatro resistettero alle truppe francesi per tre giorni e tre notti, prima di essere costretti a ritirarsi. I Viet Minh lasciarono la città nelle mani dei francesi il 23 novembre sotto un pesante bombardamento. 
Mentre sotto il dominio francese il teatro dell'opera era stato utilizzato quasi solo dalla popolazione coloniale francese, negli anni successivi il teatro iniziò ad allestire spettacoli diversi, incluso il teatro vietnamita hát tuồng, drammi Chèo e le musiche tradizionali Cải lương, oltre ad opere di ispirazione socialista. Il teatro ospita anche concerti di musica vietnamita dalla più tradizionale Ca trù a generi ispirati dalla musica occidentale come il Nhạc dân tộc cải biên, musica popolare Chầu văn e Quan họ.